# Aloys Hirt
Aloys Hirt (né le 27 juin 1759 à Behla et mort le 29 juin 1837 à Berlin) est un archéologue classique allemand. Il est le premier professeur d'archéologie à la nouvelle université de Berlin et est considéré comme l'un des cofondateurs des musées de Berlin et de l'académie d'architecture de Berlin. Hirt est considéré comme appartenant au classicisme berlinois (de).

## Biographie
Issu d'une riche famille d'agriculteurs, Hirt étudie au lycée bénédictin de Villingen. Après la mort de son amour de jeunesse, il entre quelque temps au couvent, mais étudie à partir de 1778 la philosophie à Nancy, puis à partir de 1779 le droit les sciences politiques, d'abord à Fribourg puis à Vienne.
En 1782, il se rend à Rome, où il s'établit comme Cicéron (de) à partir de 1785 et est considéré comme un antiquaire averti. Il guide notamment Friedrich Wilhelm von Erdmannsdorff et la duchesse Louise d'Anhalt-Dessau, Nicolas II Esterházy, Johann Wolfgang von Goethe, Johann Gottfried Herder, la duchesse Anne-Amélie de Saxe-Weimar-Eisenach et la comtesse Lichtenau. En 1794, il reçoit le titre de conseiller princier de Weimar.
Probablement à cause des guerres napoléoniennes, il retourne en Saint-Empire en 1796 et devient, probablement grâce à l'encouragement de la comtesse Lichtenau, conseiller royal de Prusse et membre des Académies des sciences et des arts de Berlin. Il développe des plans pour la création d'un musée à partir des collections d'art de la maison royale, qui aboutissent finalement à la fondation de l'ancien musée. Il initie la fondation de l'académie d'architecture de Berlin et y enseigne l'histoire de la construction, où Karl Friedrich Schinkel et Christian Daniel Rauch comptent parmi ses étudiants. Avec la fondation de l'Université Frédéric-Guillaume de Berlin en 1810, Hirt devient professeur titulaire d'archéologie. À partir des années 1820 au plus tard, ses vues et ses méthodes sont de plus en plus considérées comme trop subjectives et non scientifiques. Néanmoins, il conserve longtemps son influence à la cour. De plus, depuis 1809, il est membre de la société sans loi de Berlin. Avec une santé déclinante, il se retire de plus en plus de la vie publique dans les années 1830.

## Prestations de service
La vie et l'œuvre de Hirt illustrent le processus menant du Sturm und Drang au classicisme et au romantisme. Dans la revue Die Horen (de) de Schiller, il déclare que la « caractéristique », la signification individuelle, est le principe de son esthétique. Il présente sa vision de l'architecture comme cadre déterminant de tous les beaux-arts, qu'il partage avec son confrère Georg Wilhelm Friedrich Hegel, dans les œuvres monumentales Die Geschichte der Baukunst bei den Alten et Die Geschichte der bildenden Künste bei den Alten. Malgré quelques erreurs de jugement, la méthode encyclopédique, systématique et historiciste de Hirt est restée pertinente tout au long du XIXe siècle jusqu'à la Première Guerre mondiale dans l'histoire de l'art.

## Vie privée
Aloys Hirt est ami avec le prédicateur, conseiller juridique, enseignant et historien Wilhelm Mila (de) et sa femme Luise, dont la maison sert de centre et de lieu de rencontre pour les artistes et les intellectuels berlinois, Hirt ayant inventé le terme de couronne grecque pour désigner ces réunions. Les recherches les plus récentes s'accordent à dire qu'Aloys Hirt était le père biologique du peintre d'histoire, portraitiste et illustrateur Paul Mila (de) (1798–1862/63).

## Travaux (sélection)
- Osservazioni istorico-architettoniche sopra il Panteon. Rom 1791 (google books).
- Bilderbuch für Mythologie, Archäologie und Kunst. Berlin 1805–1816.
  - Erstes Heft: Die Tempelgötter. 1805 BSB = Volltext in der Google-Buchsuche, Tafeln BSB = Volltext in der Google-Buchsuche.
  - Zweites Heft. [Dämonen]. [ca. 1810]. BSB = Volltext in der Google-Buchsuche. erweiterte Ausgabe: Zweites Heft: Die Untergötter oder Dämonen. 1816 BSB = Volltext in der Google-Buchsuche, Tafeln BSB, Taf. 13–18 = Volltext in der Google-Buchsuche, BSB, Taf. 19–32 = Volltext in der Google-Buchsuche
- Über das Pantheon. In: Friedrich August Wolf, Philipp Buttmann (Hrsg.): Museum der Alterthums-Wissenschaft. 1. Band. Realschulbuchhandlung, Berlin 1807, S. 147–298 BSB Link Buchseite(BSB urn Gesamtband).
- Die Baukunst nach den Grundsätzen der Alten. 1809. BSB, (= google books).
- Die Geschichte der Baukunst bei den Alten. drei Bände, 1820–1827. BSB Bd. 1 (= google books), BSB Bd. 2 (= google books), BSB Bd. 3 (google books Bd. 3).
- Die Geschichte der bildenden Künste bei den Alten. Berlin 1833 (Digitalisat).